# Schramberg
Schramberg település Németországban, azon belül Baden-Württembergben. Lakosainak száma 21 231 fő (2023. december 31.). Schramberg Lauterbach, Schiltach, Aichhalden, Fluorn-Winzeln, Oberndorf am Neckar, Bösingen, Dunningen, Eschbronn, Hardt, Königsfeld im Schwarzwald, St. Georgen im Schwarzwald, Triberg im Schwarzwald és Hornberg községekkel határos.

## Városrészei
| Stadtteil     | Fő (2016-ban) |
| ------------- | ------------- |
| Heiligenbronn | 586           |
| Schramberg    | 8106          |
| Schönbronn    | 144           |
| Sulgen        | 6881          |
| Tennenbronn   | 3527          |
| Waldmössingen | 2031          |

## Népesség
A település népessége az elmúlt években az alábbi módon változott:
| Lakosok száma | 22 693 | 23 541 | 23 529 | 22 570 | 21 731 | 23 632 | 22 666 | 21 915 | 20 716 | 21 231 |
|               | 1961   | 1968   | 1974   | 1981   | 1987   | 1994   | 2000   | 2007   | 2013   | 2023   |

## Testvértelepülések
- Pilisvörösvár - 1982[2]